# Celso Unzelte
Celso Dario Unzelte (São Paulo, 27 de fevereiro de 1968) é um jornalista, pesquisador, comentarista esportivo, professor universitário e escritor brasileiro.
Ele mantém um enorme acervo de revistas, livros, jornais e álbuns com a história do futebol brasileiro e mundial, em sua casa na Zona Sul de São Paulo.
Já escreveu dezoito obras literárias, incluindo livros como Almanaque do Timão, Almanaque do Palmeiras e O Livro de Ouro do Futebol. Em 2009, escreveu, ao lado de Odir Cunha, o livro O Grande Jogo, sobre o clássico entre Corinthians e Santos, com lançamento no Museu do Futebol.
Atualmente, trabalha nos canais ESPN Brasil e é consultor do Museu do Futebol e do Memorial do Corinthians. Também é professor de Laboratório de Jornalismo no curso de Jornalismo da Faculdade Cásper Líbero.

## Carreira
Quando criança, seu sonho era ser desenhista de histórias em quadrinhos.
Unzelte trabalhou como auxiliar de escritório de uma metalúrgica antes de ingressar como revisor na Editora Abril, ainda no primeiro ano de faculdade. Depois de se formar em Jornalismo pela FIAM, em 1989, começou a carreira profissional em 1990, na revista Placar. Posteriormente, escreveu para as revistas Quatro Rodas, Futebol Expresso e para o jornal Notícias Populares.
Entre 2004 e 2013, teve coluna às segundas-feiras no jornal Diário do Comércio. Também teve uma coluna às sextas-feiras no site Yahoo!.
Em 2015, ocupou por três meses o cargo de editor da Placar.
Na televisão, trabalhou na ESPN Brasil, por indicação do jornalista Paulo Vinícius Coelho, até 2015. Comandou na emissora o programa Loucos por Futebol, ao lado de Marcelo Duarte e PVC. Voltou à ESPN Brasil para ser um dos comentaristas titulares do programa diário Bate-Bola Debate, ao meio-dia, no lugar do ex-integrante Alê Oliveira, que deixara a emissora.
Foi um dos integrantes do programa Cartão Verde, da TV Cultura, até seu fim, em junho de 2020. Depois, passou a integrar a equipe do programa Revista do Esporte.
Em setembro de 2020, lançou seu canal no YouTube, o Almanaque da Bola, sobre histórias e curiosidades do futebol.

## Livros[11][12]
- Almanaque do Timão (Placar, 2000)
- O Livro de Ouro do Futebol (Ediouro, 2002)
- Os dez mais do Corinthians (Maquinária, 2008)
- Timão 100 anos, 100 jogos, 100 ídolos (Gutenberg, 2009)
- O Grande Jogo - O Maior Duelo Alvinegro - com Odir Cunha (Novo Século, 2009)
- Bíblia do Corintiano (Panda Books, 2009)
- Corinthians - Uma caixinha de surpresas (Panda Books, 2010)[13]
- Flamengo - Rei do Rio (Globo, 2010)
- Jornalismo esportivo: Relatos de uma paixão (Saraiva, 2012)
- Santos 100 anos, 100 jogos, 100 ídolos - com Odir Cunha (Gutenberg, 2012)[14]
- Vampeta. Memórias do Velho Vamp - com Vampeta (Editora ‏LeYa, 2012)
- Vai, Corinthians (Que Nós Vamos Atrás...) (Maquinária, 2013)
- Derby 100 Anos - Corinthians x Palmeiras - com Paulo Vinicius Coelho (Editora Inbook, 2017)
- 20 Jogos Eternos do Corinthians (Maquinária, 2019)
- Bíblia do Corintiano (Panda Books, 2019)[15]
- Cássio – A trajetória do maior goleiro da história do Corinthians (Universo dos Livros, 2020)[16]
- Almanaque do Palmeiras - com Mário Sérgio Venditti (Editora Abril)

## Vida pessoal
É casado com a jornalista Patrícia Rodrigues e pai de três filhos: Carolina, Beatriz e Daniel.